# Lagoa Feia
Lagoa Feia är en sjö i Brasilien.   Den ligger i delstaten Goiás, i den sydöstra delen av landet, 70 km öster om huvudstaden Brasília. Lagoa Feia ligger 870 meter över havet. Arean är 0,72 kvadratkilometer. Den sträcker sig 2,3 kilometer i nord-sydlig riktning, och 1,8 kilometer i öst-västlig riktning.
I omgivningarna runt Lagoa Feia växer huvudsakligen savannskog. Runt Lagoa Feia är det glesbefolkat, med 19 invånare per kvadratkilometer.